# برنارد تامپسون
برنارد تامپسون (انگلیسی: Bernard Thompson؛ ‏ ۲۵ ژوئیهٔ ۱۹۲۶ – ۱۹ نوامبر ۱۹۹۸) کارگردان تلویزیونی، و تهیه‌کننده تلویزیونی بود.
از فیلم‌ها یا مجموعه‌های تلویزیونی که وی در آن‌ها نقش داشته‌است، می‌توان به در انتهای دوران میانسالی اشاره نمود.